# Feira livre de Jacobina

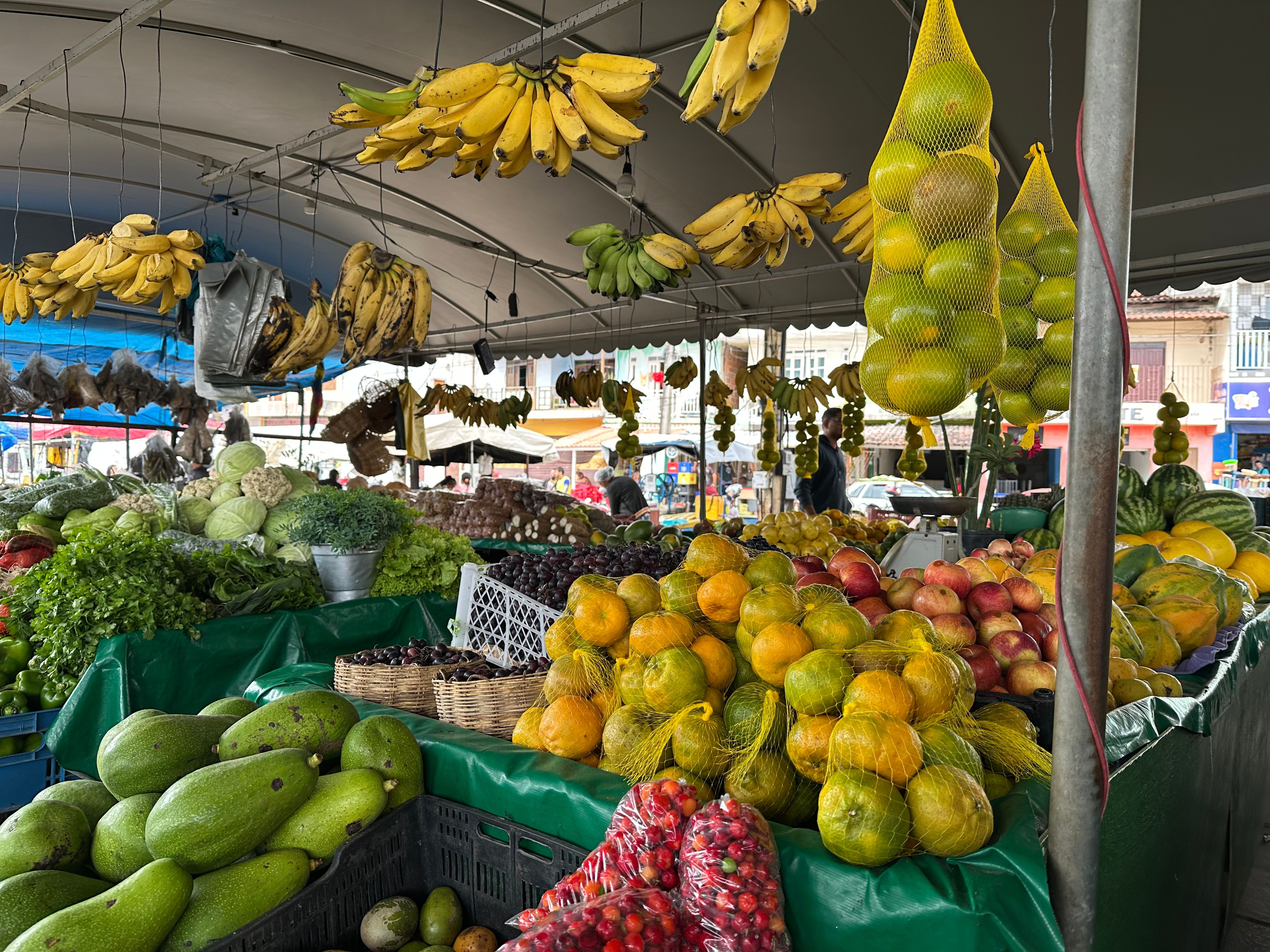

A feira livre de Jacobina é uma das mais tradicionais manifestações comerciais e culturais do município de Jacobina, na Bahia. Esse espaço faz parte do dia a dia da cidade desde muito tempo e tem papel central na vida social e econômica dos moradores. Originalmente instalada na Rua Getúlio Vargas, onde funcionou até o início da década de 1980, ela se destacava pela intensa circulação de pessoas e mercadorias, fortalecendo o comércio local. Este verbete apresenta uma perspectiva histórica da feira livre de Jacobina, destacando sua origem, transformações ao longo do tempo e a relevância que ainda hoje mantém na parte econômica e cultural para o município e toda região.

#### Histórico
O processo de mudança da feira livre das imediações da Rua Getúlio Vargas em direção à Rua José Rocha resultou do surgimento das preocupações relacionadas à estrutura física do espaço, o que ocorreu entre 1985 e 1997, e envolveu debates, resistência e adaptações, tanto por parte dos feirantes quanto da população em geral . O poder público buscava reordenar a cidade, oferecendo melhores condições para o comércio e para os consumidores que o frequentavam.
Apesar dos conflitos e das dificuldades iniciais, a feira livre vigorou com pujança no novo endereço. Ao fim e ao cabo, com o passar dos anos, as pessoas conseguiram se adaptar, tornando-se assim um importante espaço de encontro, cultura e sustento para muitas famílias da região, sendo eles, os agricultores, artesãos e vendedores ambulantes. Nesse aspecto, na economia pautada principalmente na agricultura familiar a feira livre cumpria e ainda cumpre um papel importante para os produtores locais, uma forma de movimentar a sua produção sem depender de intermediações de grandes empresas, e, por si só, trazendo uma economia mais acessível, com produtos frescos e bom custo-benefício.

#### Importância Econômica
O ambiente da feira possibilita um comércio que vai além das questões econômicas possibilitando experiências mútuas e de convivências interpessoais. “A feira livre exerce o papel de assegurar o sustento e o trabalho de muitos indivíduos, sobretudo daqueles que vê nela seu único meio de sobrevivência ou para aqueles que necessitam complementar a sua renda familiar”. Essa citação reforça a ideia de que, para além de seu papel no mercado, a feira também é um instrumento de inclusão econômica e social. Ao contrário dos grandes centros comerciais, a feira é feita de proximidade e de relações pessoais. É um espaço em que o freguês é chamado pelo nome, em que se conhece a procedência da mercadoria, e em que o “fiado” ainda existe como forma de confiança entre as partes. É nesse tipo de ambiente que muitos comerciantes encontram dignidade e sustento. Sendo ela um modelo de resistência econômica e cultural, que permanece vivo hoje em dia, além da extrema importância sociocultural para a região e para os produtores locais.
 A feira livre de Jacobina exerce uma função econômica essencial para o município, sendo responsável pela movimentação significativa do comércio. Realizada semanalmente, ela estimula a circulação de mercadorias e dinheiro, beneficiando tanto pequenos produtores quanto comerciantes e consumidores. A feira contribui diretamente para a geração de renda, principalmente para trabalhadores informais que encontram ali uma importante fonte de sustento. Sua localização no Centro de Abastecimento facilita o escoamento de produtos da agricultura familiar e de outras regiões, consolidando-se como um espaço estratégico para o abastecimento da cidade e para a economia popular.

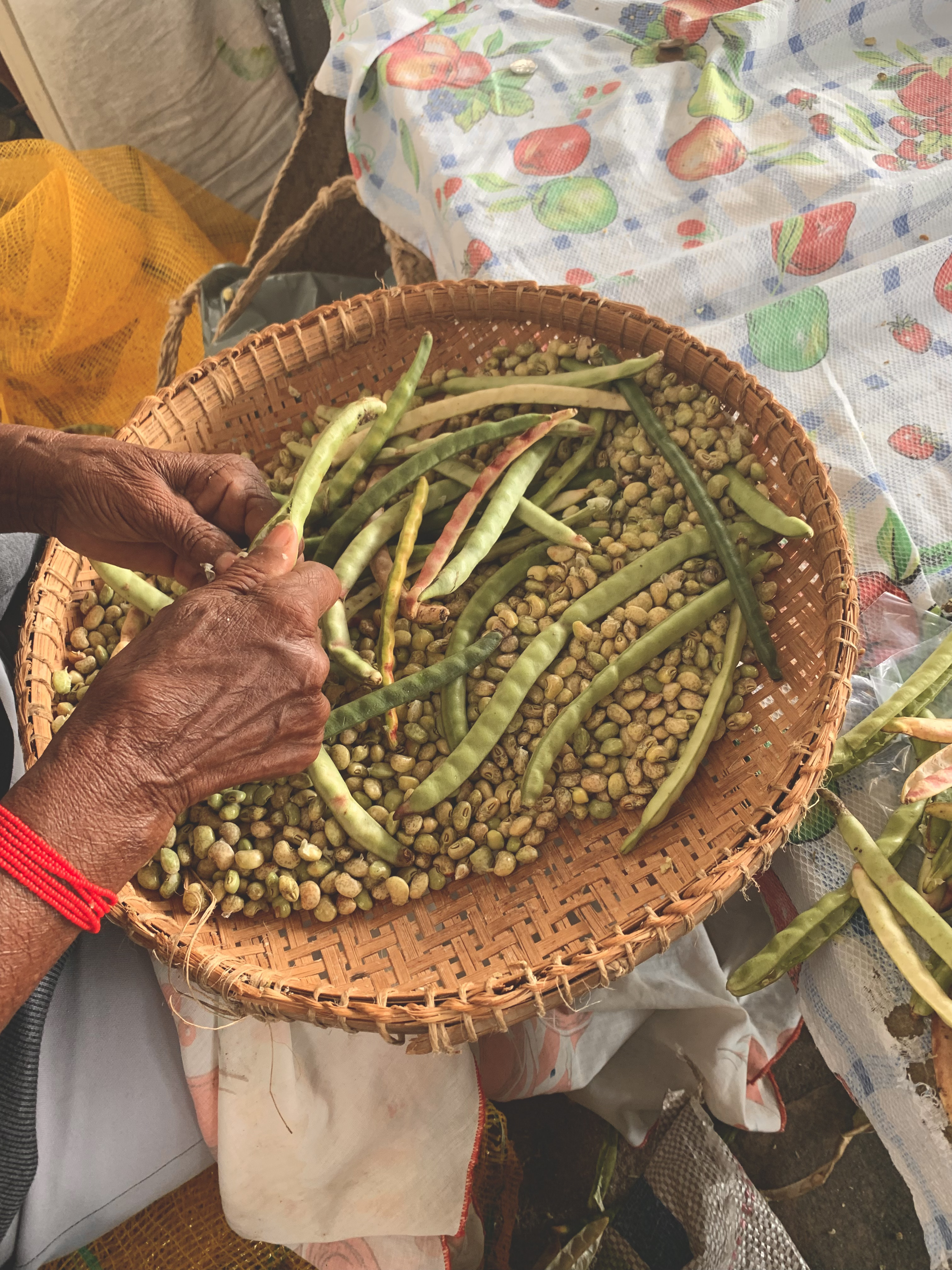
Mão feminina debulhando feijão de corda verde

#### Impacto Sociocultural
O município de Jacobina apresenta um forte vínculo entre a sua produção e o dia a dia da população. Essa relação, além de contribuir para a economia, reforça a importância dos elementos culturais da região. “O Município de Jacobina produz variedades de frutas, tais como: laranja, tangerina, melancia, umbu, goiaba, jenipapo, marmelo, que são empregadas na alimentação, no fabrico de bebidas e doces”.

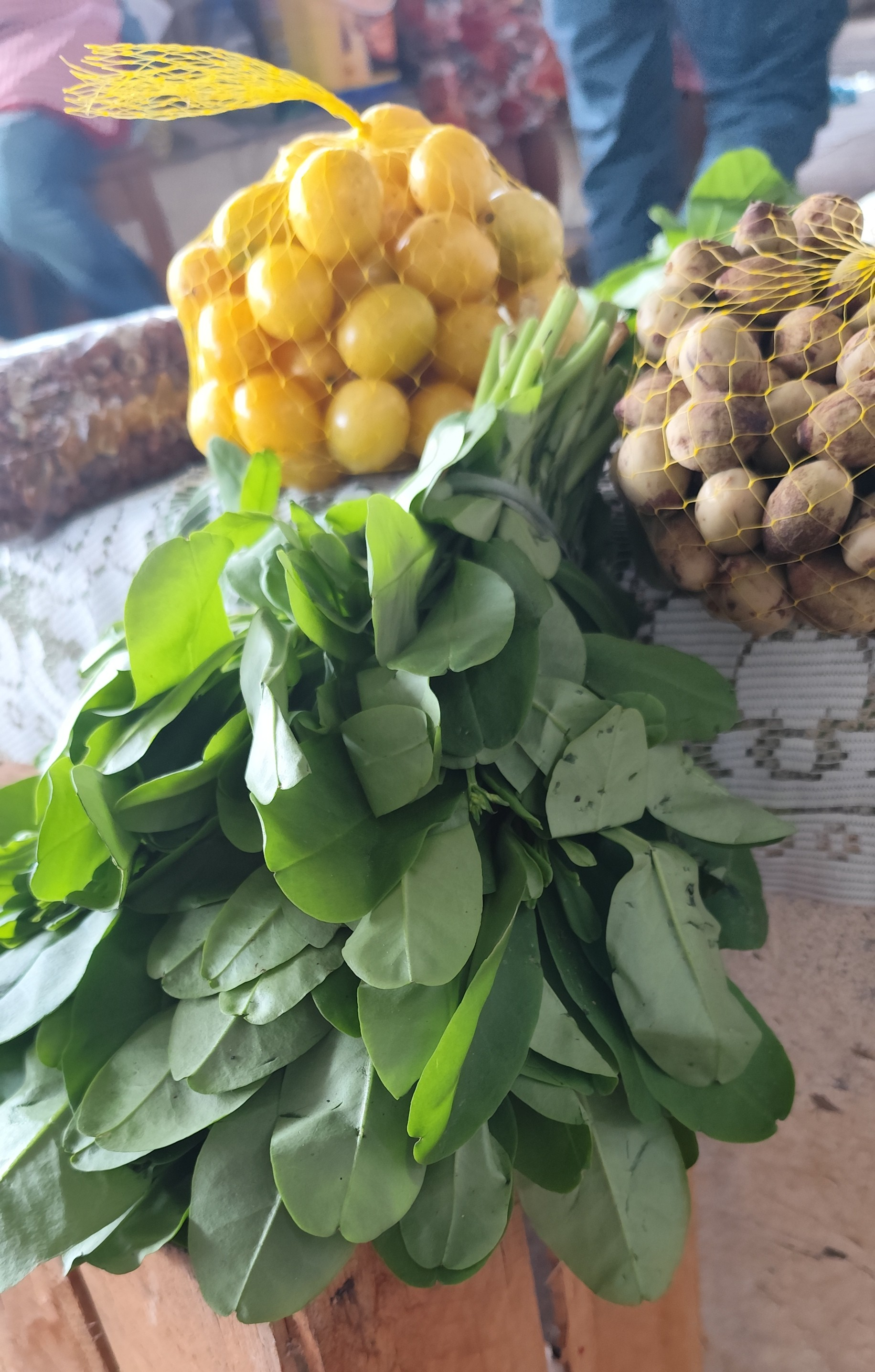
Alimentos muito consumido na cidade de Jacobina

   Essa diversidade reflete uma cultura alimentar tradicional da região, fortalecendo os laços sociais e comunitários entre a população e futuramente as próximas gerações. Utilizado nas casas para o preparo de sucos, doces e remédios caseiros, valorizando os saberes sazonais e até mesmo estratégicos com os produtos comercializados na região. Sua importância econômica, para além do social, contribui para a circulação de pessoas, dentre elas os distritos, comunidades e cidades vizinhas, contribuindo para o crescimento econômico e interação de pessoas.
A feira livre de Jacobina exerce um papel fundamental como espaço de contribuição entre o comerciante, o consumidor e a cultura local. Onde as gerações se encontram, trocam conhecimento, fortalecendo vínculos entre as comunidades e mantendo viva a sua identidade cultural. Além da sua função econômica, se encontram diversas manifestações culturais, encontradas no modo de falar, se vestir, na maneira de negociação durante a venda dos produtos e a preparação de determinado produto. Representando um ponto de encontro entre o velho e o novo, o urbano e o rural, promovendo troca de experiências que fortalecem o pertencimento.
1. ↑  «Economia de Jacobina - BA». Caravela. Consultado em 24 de maio de 2025
2. ↑  VIRGENS, Catarina (2008). Feira livre de Jacobina: o processo de transferência (1997-1985). Monografia (Especialização em História, Cultura Urbana e Memória). Universidade do Estado da Bahia, Departamento de Ciências Humanas, Campus IV, Jacobina: Monografia (Especialização em História, Cultura Urbana e Memória)
3. ↑  JESUS, Danuzia (2016). «Feira e lugar: um olhar humanista sobre a Feira-Livre de Jacobina-BA». Saber Aberto. Consultado em 25 de abril de 2025. Cópia arquivada em 2016
4. ↑  LEMOS, Doracy (1995). Jacobina, sua história e sua gente. Jacobina-Bahia: Flickr. p. 127-138
5. ↑  SANTOS, Joelma (2021). «A feira agroecológica de Jacobina como rede local de produção é comercialização no território Piemonte da Diamantina.» (PDF). editorarealize  Encontro Nacional de Anpege. Consultado em 4 de maio de 2025